# مجید شریف
مجید شریف (بهمن ۱۳۲۹–۲۸ آبان ۱۳۷۷) نویسنده دگراندیش و مترجم ایرانی بود که در ۲۸ آبان ۱۳۷۷ در تهران ناپدید شد و پس از شش روز، جنازه‌اش در خیابان پیدا شد. وی از نویسندگان ماه‌نامه ایران فردا و عضو دفتر تدوین مجموعه آثار علی شریعتی بود.

## زندگی خصوصی
مجید شریف با مهشید فاتحی ازدواج کرده بود و با او یک فرزند به نام پویا داشت. مهشید فاتحی پیش از مرگ مجید شریف از او طلاق گرفته و همراه با پسرش پویا در کشور سوئد زندگی می‌کرد.

## بازگشت به ایران
مجید شریف در سال ۱۳۶۲ از ایران خارج شد و حدود ۱۲ سال در فرانسه زندگی می‌کرد. او در آبان‌ماه ۱۳۷۴ به ایران بازگشت و سه سال بعد، در آبان‌ماه ۱۳۷۷ به قتل رسید. وی در اطلاعیه‌ای که به مناسبت بازگشتش به ایران نوشته بود، علت تصمیم‌اش به بازگشت را چنین ذکر کرده بود: «مرگ یا زندان، باید بروم، خانهٔ طبیعی من آن‌جاست».

## دیدگاه‌های سیاسی
مجید شریف پس از بازگشت به ایران و با نیروهای موسوم به ملی مذهبی هم‌کاری می‌کرد.

## چگونگی مفقود شدن و قتل
در صبح روز ۲۸ آبان ۱۳۷۷ مجید شریف درحالی که با لباس گرم‌کن برای ورزش از خانه مادرش در یوسف‌آباد خارج شده بود، به خانه بازنگشت. جسد او در خیابان انداخته شد و نزدیکان او - شش روز بعد - در بعدازظهر روز ۴ آذر ۱۳۷۷ جسد او را در پزشکی قانونی تهران شناسایی کردند. پزشکی قانونی علت مرگ را «نامعلوم» تشخیص داده بود.

در جریان رسیدگی به پرونده قتل‌های زنجیره‌ای تنها نام داریوش فروهر، پروانه اسکندری، محمد مختاری و محمد جعفر پوینده به صورت رسمی مطرح شد و قوه قضائیه جمهوری اسلامی نام مجید شریف و پیروز دوانی را در شمار قربانیان قتل‌های زنجیره‌ای قرار نداد. هرچند فاصلهٔ اندک زمانی میان قتل‌ها و نوع ربایش و روش انجام قتل‌ها حکایت از انجام آن‌ها توسط یک تیم عملیاتی داشت. روزنامه کیهان تحت مدیریت حسین شریعتمداری؛ در تابستان ۱۴۰۰ پس از  ۲۳ سال  انکار قتل مجید شریف اعلام کرد که قتل مجید شریف بخشی از قتل های زنجیره ای بوده است.
در فتنه قتل‌های زنجیره‌ای، چند منتقد نجیب نظام به قتل رسیدند و فضای تبلیغاتی مسمومی ‌به راه افتاد. یکی از قربانیان این جنایت مشکوک، مرحوم دکتر مجید شریف، مترجم کتاب روشنگرانه و ضد صهیونیستی پروفسور روژه گارودی با نام «اسطوره‌های بنیانگذار سیاست اسرائیل- تاریخ یک ارتداد» بود. آقای یونسی که پس از کناره‌گیری وزیر وقت، وزیر اطلاعات شد، آیا بررسی مستقلی انجام داد که چرا باید مترجم کتاب ضد صهیونیستی در تهران ‌ترور شود؟
عبدالله شهبازی، نویسنده و مورخ مرتبط با وزارت اطلاعات ایران، نقل کرده که مهرداد عالیخانی گفته بوده که مجید شریف با آمپول پتاسیم کلرید به قتل رسید. مهرداد عالیخانی مدیرکل پیشین وزارت اطلاعات که گفته شد با قتل های زنجیره ای ارتباط دارد به مسئله قتل او و نحوه مرگ این روشنفکر اذعان کرده بود اما قوه قضاییه نام مجید شریف را از پرونده قتل های زنجیره ای حذف کرده بود.
در تاریخ ۱۰ تیر ۱۴۰۰، روزنامه کیهان با عنوان «خدمت ندانستهٔ یونسی به رژیم درمانده اسرائیل» تأیید کرد که مجید شریف، یکی از قربانیان قتل‌های زنجیره‌ای ایران بوده است.

## آثار
تألیف
- اسلام راستین تولدی دوباره می‌یابد، تهران: انتشارات علمی، ۱۳۵۸[۱۰]
- اسلام منهای دموکراسی؟، تهران: بی‌نا، ۱۳۵۸[۱۱]
- بازاندیشی ضروری در مبارزهٔ سیاسی و طرح نهادهای دموکراتیک، سوئد: انجمن ایرانیان مقیم یوله، ۱۳۶۹[۱۲]
- تجدید عهد با شریعتی: مجموعه مقالات، مجید شریف، پاریس: بی‌نا، ۱۳۶۵[۱۳]
- سیری در قلمرو درون، سوئد: مجید شریف، ۱۳۷۰[۱۴]
- نقدینهٔ قلب در «محک تجربه» (نقدی بر پاره‌ای از نظرات علی میرفطروس)، مجید شریف، استراسبورگ: بی‌نا، ۱۳۶۶[۱۵]

ترجمه
- اراده قدرت مجموعه دو جلدی، اثر فردریش نیچه
- اسطوره‌های بنیانگذار سیاست اسرائیل-تاریخ یک ارتداد، اثر روژه گارودی
- پیامبر، اثر جبران خلیل جبران

که مجید شریف این کتاب را به نظم و به صورت آهنگین ترجمه کرده